# Georgia's Rome Challenger 2023
Il Georgia's Rome Challenger 2023 è stato un torneo maschile di tennis giocato sul cemento indoor. È stata la 2ª edizione del torneo, facente parte della categoria Challenger 75 nell'ambito dell'ATP Challenger Tour 2023. Si è giocato al Rome Tennis Center di Rome, negli Stati Uniti, dal 20 al 26 febbraio 2023.

## Partecipanti

### Teste di serie
| Nazionalità   | Giocatore        | Ranking* | Testa di serie |
| ------------- | ---------------- | -------- | -------------- |
| Australia     | Jordan Thompson  | 93       | 1              |
| Australia     | Rinky Hijikata   | 116      | 2              |
| Australia     | Aleksandar Vukic | 171      | 3              |
| Francia       | Enzo Couacaud    | 183      | 4              |
| Canada        | Alexis Galarneau | 220      | 5              |
| Stati Uniti   | Tennys Sandgren  | 223      | 6              |
| Germania      | Dominik Koepfer  | 234      | 7              |
| Corea del Sud | Hong Seong-chan  | 245      | 8              |

* Ranking al 13 febbraio 2023.

### Altri partecipanti
I seguenti giocatori hanno ricevuto una wild card per il tabellone principale:
- Ryan Harrison
- Alex Michelsen
- Nathan Ponwith

Il seguente giocatore è entrato in tabellone con il ranking protetto:
- Christian Harrison

Il seguente giocatore è entrato in tabellone in tabellone come alternate:
- Daniel Cukierman
- Illja Marčenko

I seguenti giocatori sono passati dalle qualificazioni:
- Patrick Kypson
- Sebastian Fanselow
- Keegan Smith
- Coleman Wong
- Toby Kodat
- Gabriele Brancatelli

## Punti e montepremi
| Torneo    | Torneo              | V      | F     | SF    | QF    | 2T    | 1T  | Q | Q2  | Q1  |
| Singolare | Punti               | 75     | 50    | 30    | 16    | 7     | 0   | 4 | 2   | 0   |
| Singolare | Premi in denaro ($) | 10 840 | 6 355 | 3 780 | 2 200 | 1 300 | 780 | – | 390 | 200 |
| Doppio    | Punti               | 75     | 50    | 30    | 16    | –     | 0   | – | –   | –   |
| Doppio    | Premi in denaro ($) | 4 645  | 2 700 | 1 630 | 965   | –     | 545 | – | –   | –   |

## Campioni

### Singolare
Jordan Thompson ha sconfitto in finale  Alex Michelsen con il punteggio di 6–4, 6–2.

### Doppio
Luke Johnson /  Sem Verbeek hanno sconfitto in finale  Gabriel Décamps /  Alex Rybakov con il punteggio di 6–2, 6–2.